# Бодрешть
Бодрешть, Бодрешті (рум. Bodrești) — село у повіті Алба в Румунії. Входить до складу комуни Чуруляса.
Село розташоване на відстані 318 км на північний захід від Бухареста, 51 км на північний захід від Алба-Юлії, 73 км на південний захід від Клуж-Напоки, 146 км на північний схід від Тімішоари.

## Населення
За даними перепису населення 2002 року у селі проживала 31 особа, усі — румуни. Усі жителі села рідною мовою назвали румунську.